# Kori
Kori is een bestuurslaag in het regentschap Ponorogo van de provincie Oost-Java, Indonesië. Kori telt 2457 inwoners (volkstelling 2010).